# Cabanillas de la Sierra
Cabanillas de la Sierra è un comune spagnolo di 504 abitanti situato nella comunità autonoma di Madrid.